# Адельфопоэзис

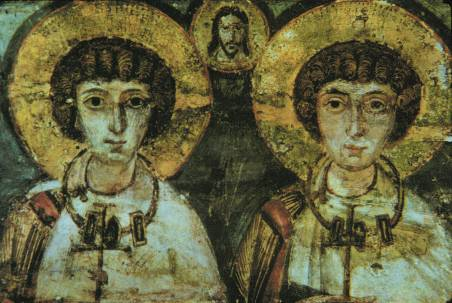
Святые мученики Сергий и Вакх

Адельфопоэзис (др.-греч. ἀδελφοποίησις, от ἀδελφός — брат и ποιέω — делаю, творю; буквально «братотворение», также «братание») — обряд, исторически совершавшийся в некоторых христианских традициях для объединения двух людей одного пола (обычно мужчин) в благословлённый церковью дружественный союз. 
Схожие ритуалы побратимства практиковались и другими культурами, в том числе американскими индейцами, жителями древнего Китая, а также германскими и скандинавскими народами. По свидетельствам византийских рукописей IX—XV веков, молитвенные тексты провозглашали участников обряда «духовными братьями» и содержали упоминания пар, причисленных к лику святых, среди которых наиболее почитаемые святые Сергий и Вакх, прославленные своей дружбой.

## История адельфопоэзиса
По мнению протоиерея Константина Никольского, этот обряд возник на почве стремления людей наладить крепкую дружбу, отличающуюся готовностью взаимно помогать друг другу вплоть до самопожертвования, какая бывает между родными братьями. Это стремление было ещё более сильным между христианами, исполняющими заповедь о любви к ближнему. Для укрепления единства прибегали к помощи Церкви. В связи с этим выработался чин братотворения.
Главным образом адельфопоэзис был распространён в православном христианстве, в Греции, в славянских землях: в Киевской Руси и Русском царстве. Чин появился в Византии ранее IX века. Древнейший сохранившийся текст находится в Евхологионе Гоара. Затем он перешёл в славянские страны: он встречается в глаголическом Евхологионе XI века, а затем в рукописных Требниках XIV—XV веков и позднейших, а также в печатных Потребниках 1625, 1633, 1636 и 1651 годах и других. Чин существовал в православной церкви вплоть до запрета правилом Номоканона.
На Руси чин братотворения был положительно воспринят в соответствии с народным духом, так как русские высоко ценили братство (что отразилось в пословицах и таких словах, как «братчина», «братина») и побратимство (существовал обряд обмена нательными крестами). Чин братотворения заочно совершил митрополит Иона над Казимиром IV и Василием II.

### Чинопоследование
Обряд братотворения был внешне очень сходен с совершением таинства брака — и то, и другое происходило в церкви перед алтарём. Оба мужчины, желающие вступить в союз, ставились перед аналоем, на котором лежали крест и Евангелие. В руки им давались свечи, священник соединял их руки, читались молитвы, Священное Писание. Священник водил их вокруг аналоя с пением церковных песен, причащал Преждеосвящёнными Дарами. Мужчины, желающие стать братьями, обменивались поцелуями, целовали священника и шли на трапезу (агапу).

### Последствия применения обряда
Вследствие распространённого в народе суеверия считалось, что церковный чин братотворения имел такое же значение как и таинство брака, в частности, лица, вступившие в духовное братство при посредстве церкви, считались состоящими в близком родстве, служившем препятствием к браку между их родственниками и предоставлявшем право наследовать без завещания. Кстати, это же следовало и из 53-го правила Трулльского собора (691—692 г.), по которому духовное родство приравнивалось к кровному, «…ибо сродство по духу важнее союза по телу…».

### Отмена
Чин был отменён вследствие злоупотреблений, связанных с неправильно понятым смыслом обряда.

## Адельфопоэзис в христианской традиции
Русский учёный-полимат, православный священник Павел Флоренский предлагает известное описание адельфопоэзиса в своём монументальном труде «Столп и утверждение истины. Опыт православной теодицеи в двенадцати письмах», содержащем раннюю библиографию по данной теме. Флоренский описывает традиционную христианскую дружбу, выраженную через адельфопоэзис, как «Предел дробления — не человеческий атом, от себя и из себя относящийся к общине, но общинная молекула, пара друзей, являющаяся началом действий, подобно тому как такою молекулою языческой общины была семья», размышляя над словами Христа о том, что «Где ведь — γάρ — собраны двое или трое — δύο ἢ τρεῖς — в Мое Имя — εἰς τὸ ἐμὸν ὄνομα, — там Я есмь посреди них». В своём теологическом толковании обряда Флоренский описывает соединение в адельфопоэзисе агапической и филической христианской любви, но не эроса, отмечая, что его последование состоит из молитв, чтения Библии и причастия преждеосвященных евхаристических даров.
Альтернативная точка зрения гласит, что обряд применялся во многих случаях как заключение постоянного договора между руководителями государств или братьями по религии в качестве замены побратимства (в частности, по крови), которое в то время было церковью запрещено. Иные исследователи, такие как Брент Шоу, также утверждают, что подобные союзы были скорей сродни побратимству и не содержали никакой сексуальной коннотации.

## «Однополый союз» или «братотворение»
Обряд привлёк общественное внимание на Западе, после того, как историк-медиевист Джон Босуэлл в своей книге «Однополые союзы в досовременной Европе» высказал утверждение, что целью данной практики было объединить двух человек в некое подобие брачного союза. Его теория была оспорена другими учёными экспертами в этом вопросе, в особенности немецким историком-византологом Клаудией Рапп в специальном выпуске католического научного журнала Traditio (вып. 52) в 1997 году, посвящённом критике подобного тезиса. Работа Босуэлла также подвергалась критике религиозного сообщества, на сегодняшний день исходящей главным образом от некогда практиковавшей адельфопоэзис Греческой православной церкви, которая посчитала его работу современным американским культурным присвоением их традиции и переводит слово «адельфопоэзис» как «братание», подразумевающее целомудренную дружбу. Аналогичный перевод термина — «братотворение».
Несмотря на то, что многие учёные критиковали выводы Босуэлла, некоторые с ним соглашались, в их числе либеральные учёные Американской Епископальной церкви Робин Скроггс и Уилльям Л. Кантримэн. Босуэлл предоставил текст и перевод для нескольких вариантов церемонии «братания» в Греции и перевод различных славянских версий (Братотворение), хотя Рапп и прочие оппоненты оспорили точность его переводов. Босуэлл отрицал, что собственно адельфопоэзис можно было бы перевести как «гомосексуальный брак», но настаивал, что «братотворение» или «создание братьев» было «анахронически буквальным» переводом и предлагал «однополый союз» в качестве предпочтительного толкования. Мнение Босуэлла отвергают православные канонисты, а также такие учёные, как Рапп, утверждавшие, что это анахронический перенос современной светской эпистемологии и антропологии, отличной от традиционного христианства. Босуэлл провёл потенциальную параллель с современными концепциями сексуальной идентичности, хотя последование адельфопоэзиса недвусмысленно подчёркивает духовную природу союза в досовременных христианских реалиях.
Босуэлл отмечал отсутствие какого-либо эквивалента этого обряда в западной латинской обрядовой традиции Римской католической церкви, но британский историк Алан Брэй в своей книге «Друг» (The Friend) представил латинский текст и перевод латинского католического обряда из Словении под названием «Ordo ad fratres faciendum», буквально «Последование к творению братьев». Аллан Тульчин в статье «Однополые пары, ведущие домашнее хозяйство во Франции при Старом порядке: применение Affrèrement» (Journal of Modern History, сентябрь 2007) утверждал, что церемония affrèrement, то есть побратимства, во Франции объединяла неродственные однополые пары в пожизненные союзы, которые затем могли сформировать семью, совместно владеть имуществом и являлись во всех отношениях тем же, что и брачный союз или были равноценными ему в условиях законных и социальных обычаев, на что указывают приходские записи. Однако они не соприкасались с ранней восточной традицией и не имели сексуального оттенка.